# حدسية (فلسفة الرياضيات)

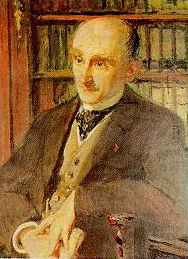

في فلسفة الرياضيات، تعتبر الحدسية أو الحدسية الجديدة (على عكس ما قبل الحدسية) نهجًا تُعتبر فيه الرياضيات مجرد نتيجة للنشاط العقلي البنّاء للبشر بدلاً من اكتشاف المبادئ الأساسية التي يُزعم وجودها في واقع موضوعي. أي أن المنطق والرياضيات لا يُعتبران من الأنشطة التحليلية حيث يتم الكشف عن الخصائص العميقة للواقع الموضوعي وتطبيقها، ولكن يتم اعتبارهما بدلاً من ذلك تطبيقًا لأساليب متسقة داخليًا تُستخدم لتحقيق بنى عقلية أكثر تعقيدًا، بغض النظر عن وجودها المستقل المحتمل في واقع موضوعي.